# 纽约大学阿布扎比分校
24°31′26″N 54°26′03″E / 24.523980°N 54.434063°E
紐約大學阿布扎比分校（英語：New York University Abu Dhabi，縮寫NYUAD）位于阿拉伯联合酋长国阿布扎比，是纽约大学的一個校區。該校區為私立文理學院性質，畢業生獲頒紐約大學學位。
紐約大學阿布扎比校區與紐約大學紐約主校區、上海紐約大學一齊組成紐約大學全球大學網絡。阿布扎比校區於2008年在临时校址成立，用于举办会议和文化活动。2010年9月，該校區正式开设学术课程，随后于2014年迁至阿布扎比萨迪亚特岛的新址。
自2010年成立以来，该校區已经培养了22名罗德学者。

## 歷史
2007年10月，纽约大学宣布打算在阿布扎比开设一个完整的分校区，由阿拉伯联合酋长国政府出资。
該校區於2008年在阿布扎比市中心成立，并举办了学术会议、研讨会和演出等各种公共活动。2008年9月，斯沃斯莫尔学院前校长阿尔弗雷德·布鲁姆被任命为副校长，领导纽约大学阿布扎比。2010年9月，纽约大学阿布扎比招收第一届150名学生。2010年起，该校开设各種艺术和科学课程。2019年8月，学术負責人和艺术史学家玛丽埃特·韦斯特曼被任命为第二任副校长。
2014年，纽约大学将阿布扎比校区搬迁至萨迪亚特岛滨海区。新址由乌拉圭建筑师拉斐尔·维诺利设计，Al-Futtaim集团和Carillion公司建造。纽约大学預計在校园容纳2000名学生，并计划开设研究生院，使该校成为一个研究中心。
2014年5月25日，美国第42任总统比尔·克林顿在纽约大学阿布扎比分校首届毕业典礼上为140名毕业生发表了主题演讲。